# Château de Castelmore
Pour les articles homonymes, voir Castelmore (homonymie).
Le château de Castelmore se situe sur la commune de Lupiac, dans le département français du Gers. Il doit sa renommée au fait d'être le lieu de naissance de Charles de Batz de Castelmore, dit D'Artagnan.

## Histoire
Le château vit la naissance entre 1611 et 1615 du comte Charles de Batz de Castelmore d'Artagnan, qui mourut au siège de Maastricht en 1673. Ce lieutenant de la première compagnie des mousquetaires a été immortalisé par Alexandre Dumas et est beaucoup plus connu sous le nom de  « d'Artagnan ». Il est devenu la figure emblématique de la Gascogne et de Lupiac.
Le château a été la propriété de la famille de l'ancien sénateur-maire du Gers Yves Rispat (1931-2015). Jeanine Espié, héritière du bien, décide en 2015 de le vendre. En 2021, le prix annoncé est 2,5 millions d'euros pour les 700 m2 du château et les 155 hectares du domaine constitués du parc, de forêts et de terres agricoles. En 2024, le château est acheté par Yves Claude, PDG d'Auchan Retail, pour la somme de 2 millions d'euros. Il envisage d'y résider tout en « en lui redonnant ses lettres de noblesse pour que le public le redécouvre à sa juste valeur »,.

## Architecture
Le château de Castelmore présente une façade étroite à un étage cantonnée de deux tours carrées auxquelles s'ajoutent une tour ronde au nord et au sud. Un escalier mène à la porte d'entrée.
Le décor intérieur date de travaux effectués au XVIIIe siècle.

## Protection
En septembre 1933, le château, les dépendances et la chapelle constituent un site naturel classé. Il est partiellement inscrit au titre des monuments historiques par arrêté du 7 décembre 1993.